# Macracaena adela
Macracaena adela är en fjärilsart som beskrevs av Ralph S. Common 1958. Macracaena adela ingår i släktet Macracaena och familjen stävmalar. Inga underarter finns listade i Catalogue of Life.